# 沃夫斯庫爾湖
53°29′24″N 12°44′14″E / 53.49000°N 12.73722°E
沃夫斯庫爾湖（德語：Wolfskuhlsee），是德國的湖泊，位於該國東北部梅克倫堡-前波美拉尼亞州，由梅克倫堡湖區郡負責管轄，長0.4公里、寬0.1公里，面積0.04平方公里，海拔高度64米。